# تيني بك
تِينِي بَك (بالقفجاقية: تینی بک)، وُلد في القرن الرابع عشر الميلادي وتوفي سنة 743 هـ / 1342 م، كان خان القبيلة الذهبية من عام 742 هـ / 1341 م إلى عام 743 هـ / 1342 م.

## حياته
هو ابن أزبك خان من تيدولا خاتون. تم تعيينه واليًا للقبيلة البيضاء حوالي عام 728 هـ / 1328 م، وكان متسامحًا مع المسيحيين والوثنيين في القبيلة البيضاء. وذكر الرحّالة ابن بطوطة أنه كان الابن الأكثر تفضيلًا لأزبك خان وتم تعيينه كوريث شرعي. أصبح وريثًا شرعيًا بعد وفاة شقيقه الأكبر تيمور بك في عام 730 هـ / 1330 م. وفي خلال فترة حكمه فقدت القبيلة الذهبية فولينية لصالح الليتوانيين، فكان تيني بك بعيدًا عن الحدود الغربية، يقاتل ضد الغزاة الجغطائيين على الحدود الشرقية من القبيلة الذهبية لمّا توفي والده أزبك خان في عام 742 هـ / 1341 م. كان شقيق تيني بك الأصغر جاني بك بمثابة الوصي على العرش؛ بسبب مساندة تيدولا خاتون له. وفي ظروف غامضة قُتِل أخ غير شقيق من أبيه وهو خضر بك ويُقال أن من قتله هو تيني بك، فعندما سمعت تيدولا بذلك وسمعت بأن تيني بك كان في طريقه للعودة إلى البلاط الملكي في عام 743 هـ / 1342 م، خافت على ابنها جاني بك كي لا يقتله، فحرضت الأمراء على قتل تيني بك في سراي جوك. قُتِل تيني بك وأصبح جاني بك خان القبيلة الذهبية.